# Hunsrückisch
El Hunsrückisch  es un dialecto alemán hablado en la región de Hunsrück, en el sudoeste de Alemania, y una variación de la misma con influencias del portugués en los asentamientos alemanes de los estados de Santa Catarina, Río Grande del Sur y Espírito Santo, en Brasil, y de la Provincia de Misiones, en Argentina. En Alemania, el dialecto entra en la categoría mayor Moselfränkisch (Fráncico moselano) y, a su vez, en la categoría más amplia de los dialectos Rheinfränkisch (Fráncico renano).
Para diferenciar el dialecto utilizado en Brasil del utilizado en Alemania, en 1996 el lingüista brasileño Cléo Vilson Altenhofen denominó al habla brasileña Riograndenser Hunsrückisch (con referencia al estado de Rio Grande do Sul). Esta nomenclatura, sin embargo, ha sido criticada por otros estudiosos, ya que el hunsrückisch también se habla en los estados de Santa Catarina y Paraná y en varias localidades de Espírito Santo.

## En Brasil
La emigración de pueblos de Europa central al Brasil tiene su inicio oficial en 1824 cuando llegan las primeras familias alemanas al estado de Río Grande del Sur. Más tarde comenzó la colonización de emigrantes de habla alemana a los estados vecinos de Santa Catarina y Paraná; y, en menor escala, a otros estados de Brasil (São Paulo, Río de Janeiro y Espírito Santo). La colonización de emigrantes alemanes se hizo mayoritariamente hacia lugares con poco desarrollo urbano, y en ciertos casos hacia localidades que ellos hicieron urbanas (por ejemplo Santa Cruz do Sul, São Leopoldo, Joinville, Blumenau, etc.). Eso no significó que no contribuyesen considerablemente en la construcción y desarrollo de ciudades como Porto Alegre, Florianópolis y Curitiba.
El origen de los emigrantes teutones no era la Alemania de hoy en día. El país se encontraba dividido en diferentes "Estados" independentes o semiindependientes (Confederación Germánica e Imperio alemán). La mayor parte de los emigrantes de Europa central eran de la región de Hunsrück y de otras regiones cercanas. También los alemanes étnicos emigraron desde otras regiones y países europeos (por ejemplo Pomerania, hoy en Polonia, etc.). En términos generales, con el paso del tiempo, el dialecto adoptado por la mayoría de los emigrantes de la Europa germánica establecidos en Brasil fue el hunsrückisch. En la actualidad, no es extraño encontrar a personas que hablan hunsrückisch con fluidez o como lengua materna, y tienen apellidos que denotan su ascendencia italiana, francesa, danesa, holandesa, polaca o portuguesa.
La principal razón del ocaso del uso del idioma alemán en el sur del Brasil y su uso prácticamente exclusivo en ambientes familiares en medios rurales fue el llamado Estado Novo del líder nacionalista opresivo Getúlio Vargas, que criminalizó el uso de esta lengua tanto en ambientes públicos como privados, llegando, en algunos lugares, a quemar los libros en alemán. Lo mismo ocurrió con los italo-brasileños, y especialmente con el idioma véneto, conocido en Brasil como talian.
El dialecto pomeranio del Este, pertencente al idioma Plattdüütsch o Plattdietsch se mantiene junto al Hunsrückisch en Brasil meridional, pero en menor medida. El Plattdüütsch se habla en parte de Holanda, norte de Alemania, sur de Dinamarca y en regiones del noroeste de Polonia. En Brasil, el pomeranio de Este y otras formas análogas se hablan en ciudades como Pomerode, Santa Catarina (situada cerca de Blumenau); en Río Grande del Sur existen núcleos de diversos tamaños, por ejemplo en Vila Dona Otília, municipio de Roque Gonzales, Río Grande del Sur.
Con la inmigración alemana en Brasil, desde hace unos 180 años, el Hunsrückisch también ha llegado a convertirse en una lengua regional del sur de Brasil. La diferencia es que el dialecto hablado en Brasil ha sido influido por la fauna, la flora y el idioma oficial de Brasil. De modo minoritario también, directa o indirectamente, el hunsrückisch fue influenciado por otros idiomas minoritarios de la zona (por ejemplo, el italiano, el guaraní, etc.). El hecho de que el hunsrückisch hubiese surgido en una región fronteriza entre Alemania y Francia, permite establecer en determinadas palabras (por ejemplo, melocotón) la influencia que el idioma ha tenido de la lengua francesa.
No hay estadísticas precisas que determinen el número de personas que consideran al hunsrückisch como su lengua materna o que sean hablantes frecuentes y consigan comunicarse con un grado suficiente de inteligibilidad, las cifras estatales aproximadas se acercan a los dos millones. Hay que hacer notar que la mayoría de hablantes del hunsrückisch en Brasil lo son también del portugués, y debido a esto, en muchos casos el hunsrückisch queda reservado a su utilización en la familia o en comunidades restringidas.
En algunos municipios brasileños el hunsrückisch (conocido como riograndenser hunsrückisch) es cooficial. 
Santa Catarina
- Antônio Carlos[2]
- Treze Tílias (La enseñanza de la lengua es obligatoria en las escuelas y está en proceso de aprobación su uso a nivel municipal)[3][4][5]

Río Grande del Sur
- Santa Maria do Herval (en aprobación)[6]

## En Argentina
A partir de 1919, varios contingentes de alemanes étnicos provenientes de Brasil (los cuales hablaban la versión brasileña del Hunsrückisch o Riograndenser Hunsrückisch) fundaron asentamientos en la provincia de Misiones, principalmente las colonias de Puerto Rico, Montecarlo, Eldorado, etc. 
Puerto Rico tuvo la particularidad de que los alemanes étnicos provenientes de Brasil (registrados como brasileños) fueron mayoría, razón por la cual el dialecto Hunsrückisch terminó prevaleciendo. En cambio, en la colonia de Montecarlo los alemanes de Alemania (en especial de Baden-Wurtemberg) compusieron la mayor parte de los pioneros. En tanto, la colonia Eldorado, además de recibir alemanes (de diferentes lugares), recibió también escandinavos y neerlandeses.